# Nika King
Nika King (* 19. August 1978 als Shenika Williams, früher auch als Nika Williams) ist eine US-amerikanische Schauspielerin und Stand-Up-Komikerin. International bekannt wurde sie durch ihre Rolle Leslie Bennett in der Serie Euphoria.

## Leben
King wuchs in Miami als eines von 6 Kindern einer drogenabhängigen Mutter auf. Sie erlangte einen Abschluss in Theaterwissenschaften und Schauspiel an der University of Florida. Nach einer Zeit in New York City zog sie wieder zurück nach Miami, wo sie eine Zeit lang als Lehrerin arbeitete.
Drei Monate vor dem Start der Dreharbeiten für Euphoria starb ihr Onkel an den Folgen von Drogenkonsum.

## Karriere
Ihre Debütrolle hatte King 2002 in dem Fernsehfilm Miss Miami, in welchem sie die Polizeichefin spielte. Darauf folgten Gastauftritte in diversen Fernsehserien, sowie in Comedyformaten.
2019 arbeitete sie als Schriftstellerin, Produzentin und Schauspielerin an der Webserie Funny Married Stuff mit, welche auf die Auswahlliste für die Emmy-Verleihung 2019 aufgenommen wurde.
In der mehrfach Emmy prämierten Dramaserie Euphoria spielt sie seit 2019 die Figur Leslie Bennett, die Mutter der drogenabhängig Hauptfigur Ruby, dargestellt von Zendaya. Für diese Rolle hat sich King intensiv mit der Thematik von Drogensucht bei Jugendlichen beschäftigt, konnte allerdings auch ihre eigenen Erfahrungen aus ihrer Familie mit einbauen. Zwar selber kinderlos, musste sie sich in ihrer Kindheit häufig um ihre Geschwister kümmern und pflegt heute guten Kontakt mit ihren Neffen und Nichten. Vor allem aber die Erfahrungen einer drogenabhängigen Mutter sowie eines Onkels halfen ihr bei der Vorbereitung auf die Rolle. Mit Hilfe eines Schauspiel-Lehrers gelang es ihr, diese Erinnerungen zu nutzen. Gemeinsam mit dem Showrunner Sam Levinson baute sie die Rolle während der Dreharbeiten von einer Nebenrolle zu einer Schlüsselrolle der Serie aus.
King arbeitet in erster Linie als Stand-Up-Komikerin und verarbeitet in ihren Texten unter anderem ihre Erlebnisse aus ihrer Kindheit mit einer drogenabhängigen Mutter. Sie tritt in Shows in den gesamten USA auf.

## Filmografie
- 2002: Miss Miami
- 2003: CSI: Miami (Fernsehserie)
- 2006: Hannah Montana (Fernsehserie)
- 2009: ICarly (Fernsehserie)
- 2010: Castle (Fernsehserie)
- 2011: Navy CIS (Fernsehserie)
- 2011: Modern Family (Fernsehserie)
- 2013: 2 Broke Girls (Fernsehserie)
- 2016: Navy CIS: L.A. (Fernsehserie)
- 2016–2017: Greenleaf (Fernsehserie)
- 2016–2018: Funny Married Stuff (Webserie)
- seit 2019: Euphoria (Fernsehserie)
- 2023: 65[1]